# Juge en chef de l'Australie-Occidentale
Le juge en chef de l'Australie-Occidentale (Chief Justice of Western Australia en anglais) est le juge en chef de la Cour suprême de l'Australie-Occidentale. Il est à la fois le dirigeant de la Cour suprême d'un point de vue juridique et administratif. Il est responsable pour établir les affaires de la cour ainsi que ces règles et procédures. La position de juge en chef a été créée en 1861 lorsque la Cour suprême fut établie. Le premier juge en chef fut Sir Archibald Burt (en). Conformément aux politiques coloniales du Royaume-Uni de l'époque, les juges en chef étaient nommés par le Secrétaire d'État aux Colonies et venaient de l'extérieur de la colonie. En 1901, le premier juge en chef venant de l'Australie-Occidentale fut nommé. Selon la convention, le juge en chef est également le lieutenant-gouverneur d'Australie-Occidentale, servant en tant qu'adjoint du gouverneur d'Australie-Occidentale. Cela dit, les deux positions ne sont pas équivalentes. En effet, Wayne Martin, juge en chef jusqu’en 2018, a succédé à David Malcolm en tant que juge en chef en mai 2006, mais n'a pas remplacé ce dernier en tant que lieutenant-gouverneur avant octobre 2009.

## Liste des juges en chef de l'Australie-Occidentale
| Nom                            | Années                  |
| ------------------------------ | ----------------------- |
| Archibald Burt (en)            | 1861-1879               |
| Henry Wrenfordsley (en)        | 1880-1883               |
| Alexander Onslow (en)          | 1883-1890               |
| Sir Henry T. Wrenfordsley (en) | 1890-1891 (par intérim) |
| Alexander Onslow (en)          | 1891-1901               |
| Sir Edward Stone (en)          | 1901-1906               |
| Stephen Parker (en)            | 1906-1913               |
| Robert McMillan (en)           | 1913-1931               |
| John Northmore (en)            | 1931-1945               |
| John Dwyer (en)                | 1945-1959               |
| Albert Wolff (en)              | 1959-1969               |
| Lawrence Jackson (en)          | 1969-1977               |
| Francis Burt                   | 1977-1988               |
| David Malcolm                  | 1988-2006               |
| Wayne Martin                   | 2006-2018               |
| Peter Quinlan (en)             | 2018-                   |

## Annexe